# Chicago Blackhawks
Chicago Blackhawks je hokejaški klub iz Chicaga u američkoj saveznoj državi Illinoisu.
Natječe se u NHL ligi od 1926. godine.
Domaće klizalište: 
- United Center

Klupske boje: crvena, bijela i crna

## Uspjesi
- Stanleyev kup 1934., 1938. i 1961.

## Vanjske poveznice
Chicago Blackhawks